# Saltos ornamentais no Campeonato Mundial de Esportes Aquáticos de 2017 - Trampolim 1 m individual feminino
A prova de trampolim 1 m individual feminino dos saltos ornamentais no Campeonato Mundial de Esportes Aquáticos de 2017 foi realizada entre os dias 14 de julho e 15 de julho, em Budapeste, Hungria.

## Calendário
| Fase              | Data        | Hora  |
| ----------------- | ----------- | ----- |
| Rodada preliminar | 14 de julho | 16:00 |
| Final             | 15 de julho | 16:00 |

## Medalhistas
| Ouro                  | Prata                  | Bronze                |
| Maddison Keeney (AUS) | Nadezhda Bazhina (RUS) | Elena Bertocchi (ITA) |

## Resultados
Esses foram os resultados da competição.
| Pos.              | Saltadora          | Nacionalidade   | Preliminar  | Preliminar  | Final       | Final       |
| Pos.              | Saltadora          | Nacionalidade   | Pontos      | Pos.        | Pontos      | Pos.        |
| ----------------- | ------------------ | --------------- | ----------- | ----------- | ----------- | ----------- |
| Medalha de ouro   | Maddison Keeney    | Austrália       | 283.80      | 1           | 314.95      | 1           |
| Medalha de prata  | Nadezhda Bazhina   | Rússia          | 254.10      | 10          | 304.70      | 2           |
| Medalha de bronze | Elena Bertocchi    | Itália          | 263.05      | 4           | 296.40      | 3           |
| 4                 | Chen Yiwen         | China           | 277.20      | 2           | 294.70      | 4           |
| 5                 | Maria Polyakova    | Rússia          | 260.80      | 6           | 289.05      | 5           |
| 6                 | Tina Punzel        | Alemanha        | 261.90      | 5           | 284.25      | 6           |
| 7                 | Esther Qin         | Austrália       | 259.45      | 7           | 281.20      | 7           |
| 8                 | Louisa Stawczynski | Alemanha        | 254.70      | 9           | 277.15      | 8           |
| 9                 | Katherine Torrance | Reino Unido     | 255.60      | 8           | 275.90      | 9           |
| 10                | Arantxa Chávez     | México          | 249.50      | 11          | 272.30      | 10          |
| 11                | Dolores Hernández  | México          | 246.90      | 12          | 257.20      | 11          |
| 12                | Cheong Jun Hoong   | Malásia         | 272.75      | 3           | 252.45      | 12          |
| 13                | Kim Un-hyang       | Coreia do Norte | 244.30      | 13          | Não avançou | Não avançou |
| 14                | Chang Yani         | China           | 243.30      | 14          | Não avançou | Não avançou |
| 15                | Michelle Heimberg  | Suíça           | 242.95      | 15          | Não avançou | Não avançou |
| 16                | Alena Khamulkina   | Bielorrússia    | 242.80      | 16          | Não avançou | Não avançou |
| 17                | Nur Dhabitah Sabri | Malásia         | 242.35      | 17          | Não avançou | Não avançou |
| 18                | Nicole Gillis      | África do Sul   | 241.70      | 18          | Não avançou | Não avançou |
| 19                | Elizabeth Cui      | Nova Zelândia   | 241.50      | 19          | Não avançou | Não avançou |
| 20                | Hanna Pysmenska    | Ucrânia         | 241.00      | 20          | Não avançou | Não avançou |
| 21                | Kaja Skrzek        | Polónia         | 240.30      | 21          | Não avançou | Não avançou |
| 22                | Maria Coburn       | Estados Unidos  | 239.80      | 22          | Não avançou | Não avançou |
| 23                | Kim Na-mi          | Coreia do Sul   | 237.45      | 23          | Não avançou | Não avançou |
| 24                | María Betancourt   | Venezuela       | 236.50      | 24          | Não avançou | Não avançou |
| 25                | Alison Gibson      | Estados Unidos  | 236.40      | 25          | Não avançou | Não avançou |
| 26                | Diana Pineda       | Colômbia        | 232.40      | 26          | Não avançou | Não avançou |
| 27                | Daphne Wils        | Países Baixos   | 227.90      | 27          | Não avançou | Não avançou |
| 28                | Julia Vincent      | África do Sul   | 221.80      | 28          | Não avançou | Não avançou |
| 29                | Marcela Marić      | Croácia         | 219.70      | 29          | Não avançou | Não avançou |
| 30                | Shaye Boddington   | Nova Zelândia   | 218.60      | 30          | Não avançou | Não avançou |
| 31                | Chiara Pellacani   | Itália          | 218.15      | 31          | Não avançou | Não avançou |
| 32                | Luana Lira         | Brasil          | 215.60      | 32          | Não avançou | Não avançou |
| 33                | Tammy Takagi       | Brasil          | 214.40      | 33          | Não avançou | Não avançou |
| 34                | Diana Shelestyuk   | Ucrânia         | 211.30      | 34          | Não avançou | Não avançou |
| 35                | Roosa Kanerva      | Finlândia       | 207.00      | 35          | Não avançou | Não avançou |
| 36                | Daniela Zapata     | Colômbia        | 206.15      | 36          | Não avançou | Não avançou |
| 37                | Anca Serb          | Roménia         | 204.95      | 37          | Não avançou | Não avançou |
| 38                | Indre Girdauskaitė | Lituânia        | 193.85      | 38          | Não avançou | Não avançou |
| 39                | Moon Na-yun        | Coreia do Sul   | 191.45      | 39          | Não avançou | Não avançou |
| 40                | Jelena Baković     | Sérvia          | 188.50      | 40          | Não avançou | Não avançou |
| 41                | Maha Abdelsalam    | Egito           | 185.65      | 41          | Não avançou | Não avançou |
| 42                | Prisis Ruiz        | Cuba            | 171.05      | 42          | Não avançou | Não avançou |
| —                 | Habiba Ashraf      | Egito           | Não começou | Não começou | Não começou | Não começou |

Legenda
| Recorde mundial       | Recorde mundial (World record)               |                       | Recorde africano                      | Recorde africano (African) |                                           | Q | Classificado por posição (Qualified) |
| Recorde do campeonato | Recorde do campeonato (Championship record)  | Recorde da América    | Recorde da América (Americas)         | q                          | Classificado por melhor tempo (Qualified) |   |                                      |
| Melhor marca do ano   | Melhor marca do ano (World leading)          | Recorde asiático      | Recorde asiático (Asian)              | DNS                        | Não largou (Did not start)                |   |                                      |
| Recorde nacional      | Recorde nacional (National record)           | Recorde europeu       | Recorde europeu (European)            | DNF                        | Não terminou (Did not finish)             |   |                                      |
| Recorde pessoal       | Recorde pessoal do atleta (Personal best)    | Recorde da Oceania    | Recorde da Oceania (Oceania)          | DSQ / DQ                   | Desclassificado (Disqualified)            |   |                                      |
| Recorde da temporada  | Recorde da temporada do atleta (Season best) | Recorde sul-americano | Recorde sul-americano (South America) | NM                         | Sem marca (No mark)                       |   |                                      |